# 1014년

## 연호
- 북송(北宋) 대중상부(大中祥符) 7년
- 요(遼) 개태(開泰) 3년
- 일본(日本) 조와(長和) 3년
- 리 왕조(李朝) 투언티엔(順天) 5년

## 기년
- 북송(北宋) 진종(眞宗) 17년
- 요(遼) 성종(聖宗) 33년
- 고려(高麗) 현종(顯宗) 5년
- 리 왕조(李朝) 태조(太祖) 5년

## 사건
- 11월 - 김훈·최질의 난이 일어났다. 고려 행정기관 어사대가 금오대로 개편되었다.

## 사망
브라이언 보루